# غريغ ألين (لاعب محترف لكرة القاعدة)
غريغ ألين (بالإنجليزية: Greg Allen)‏ هو لاعب محترف لكرة القاعدة ‏ أمريكي، ولد في 15 مارس 1993 في سان دييغو في الولايات المتحدة.

## وصلات خارجية
- غريغ ألين على موقع دوري كرة القاعدة الرئيسي (الإنجليزية)
- غريغ ألين على موقعبيزبول رفرنس.كوم (الدوري الرئيسي) (الإنجليزية)
- غريغ ألين على موقعبيزبول رفرنس.كوم (الدوري الثانوي) (الإنجليزية)
- غريغ ألين على موقع إي إس بي إن.كوم (أم.أل.بي) (الإنجليزية)
- غريغ ألين على موقع مشجعي الرسوم البيانية (الإنجليزية)